# Skaut – český skauting ABS
Skaut – český skauting ABS je jednou z menších alternativních organizací, které působí v rámci českého skautingu. Vznikla odtržením od Junáka v roce 2000. Organizace se hlásí k tradičnímu skautingu dle zakladatelů R. Baden-Powella, E. T. Setona a A. B. Svojsíka (z jeho iniciál pochází zkratka ABS). V roce 2009 se stala členem Světové federace nezávislých skautů (WFIS).

## Historie
Organizace vznikla v reakci na směřování majoritní organizace Junák – český skaut v druhé polovině devadesátých let. Podle některých jeho činovníků se „stále více vzdalovala od původních ideálů, tradic a myšlenek skautingu“. Za jednu z pohnutek se pokládá vstup Junáka do tehdy založené České rady dětí a mládeže, jejímž členem se stal i Pionýr.
Tito činovníci v průběhu roku 1999 vytvořili přípravný výbor, který vydal prohlášení a připravil stanovy nového spolku. Za vznik organizace se pokládá registrace u ministerstva vnitra 6. ledna 2000. Přípravný výbor ukončil svou činnost uspořádáním ustavujícího sněmu organizace 25. 11. 2000 v Brně. Starostou spolku se stal Vladimír Volek – Trpas z Liberce. Do nové organizace přešlo z Junáka několik středisek.
V lednu 2007 byla organizace přijata do WFIS jako člen na zkoušku a uspořádala mezinárodní setkání tohoto sdružení. 14. února 2009 na General Assembly WFIS v Kodani se stala plnoprávným členem.
V květnu 2009 byla na sněmu zvolena nová starostka, Hana Končická z Prahy.

## Místa působení
V roce 2013 působila organizace v Praze (středisko Gatagewa), Brně (středisko Lesní moudrost), Zlíně (Čante), Nové Roli (Javor), Šlapanicích (Pangea), Jindřichově Hradci (Pětilisté růže), Leštině u Zábřeha (Šavaní – přestoupilo z Junáka v roce 2012) a Neslovicích (Tilia).

### Zaniklá střediska
V roce 2011 ukončilo činnost středisko Smiřice pro nedostatek členů. O rok později ze stejného důvodu ukončila činnost střediska z Tábora a Mladé Boleslavi a středisko Čertovka ze Zbiroha přestoupilo zpět do Junáka.

## Činnost
Organizace pravidelně pořádá rádcovské a vůdcovské kurzy a svojsíkovy školy pro výchovu svých vedoucích. Kurzů se účastní i členové ostatních českých skautských organizací.  Organizace úzce spolupracuje se Svazem skautů a skautek ČR.
V hnutí nesmí jako činovníci působit bývalí členové KSČ, StB, Lidových milicí nebo Socialistického svazu mládeže.